# Montflours
Montflours est une commune française, située dans le département de la Mayenne en région Pays de la Loire, peuplée de 250 habitants (les Montflourais).
La commune fait partie de la province historique du Maine, et se situe dans le Bas-Maine.

## Géographie

### Communes limitrophes
| Andouillé              | Andouillé              | Sacé                         |
| Andouillé              | Montflours             | Sacé                         |
| Saint-Jean-sur-Mayenne | Saint-Jean-sur-Mayenne | Sacé, Saint-Jean-sur-Mayenne |

### Climat
Pour des articles plus généraux, voir Climat des Pays de la Loire et Climat de la Mayenne.
En 2010, le climat de la commune est de type climat océanique altéré, selon une étude du CNRS s'appuyant sur une série de données couvrant la période 1971-2000. En 2020, Météo-France publie une typologie des climats de la France métropolitaine dans laquelle la commune est exposée à un climat océanique et est dans la région climatique  Moyenne vallée de la Loire, caractérisée par une bonne insolation (1 850 h/an) et un été peu pluvieux. 
Pour la période 1971-2000, la température annuelle moyenne est de 11,1 °C, avec une amplitude thermique annuelle de 13,6 °C. Le cumul annuel moyen de précipitations est de 805 mm, avec 12,7 jours de précipitations en janvier et 7,2 jours en juillet. Pour la période 1991-2020, la température moyenne annuelle observée sur la station météorologique de Météo-France la plus proche, « Laval-Etronnier », sur la commune de Laval à 11 km à vol d'oiseau, est de 11,9 °C et le cumul annuel moyen de précipitations est de 757,1 mm,. Pour l'avenir, les paramètres climatiques de la commune estimés pour 2050 selon différents scénarios d'émission de gaz à effet de serre sont consultables sur un site dédié publié par Météo-France en novembre 2022.

## Urbanisme

### Typologie
Au 1er janvier 2024, Montflours est catégorisée commune rurale à habitat dispersé, selon la nouvelle grille communale de densité à sept niveaux définie par l'Insee en 2022.
Elle est située hors unité urbaine. Par ailleurs la commune fait partie de l'aire d'attraction de Laval, dont elle est une commune de la couronne,. Cette aire, qui regroupe 66 communes, est catégorisée dans les aires de 50 000 à moins de 200 000 habitants,.

### Occupation des sols
L'occupation des sols de la commune, telle qu'elle ressort de la base de données européenne d’occupation biophysique des sols Corine Land Cover (CLC), est marquée par l'importance des territoires agricoles (89,7 % en 2018), en diminution par rapport à 1990 (93,9 %). La répartition détaillée en 2018 est la suivante : 
prairies (55,7 %), terres arables (34 %), forêts (6,3 %), mines, décharges et chantiers (4 %). L'évolution de l’occupation des sols de la commune et de ses infrastructures peut être observée sur les différentes représentations cartographiques du territoire : la carte de Cassini (XVIIIe siècle), la carte d'état-major (1820-1866) et les cartes ou photos aériennes de l'IGN pour la période actuelle (1950 à aujourd'hui).

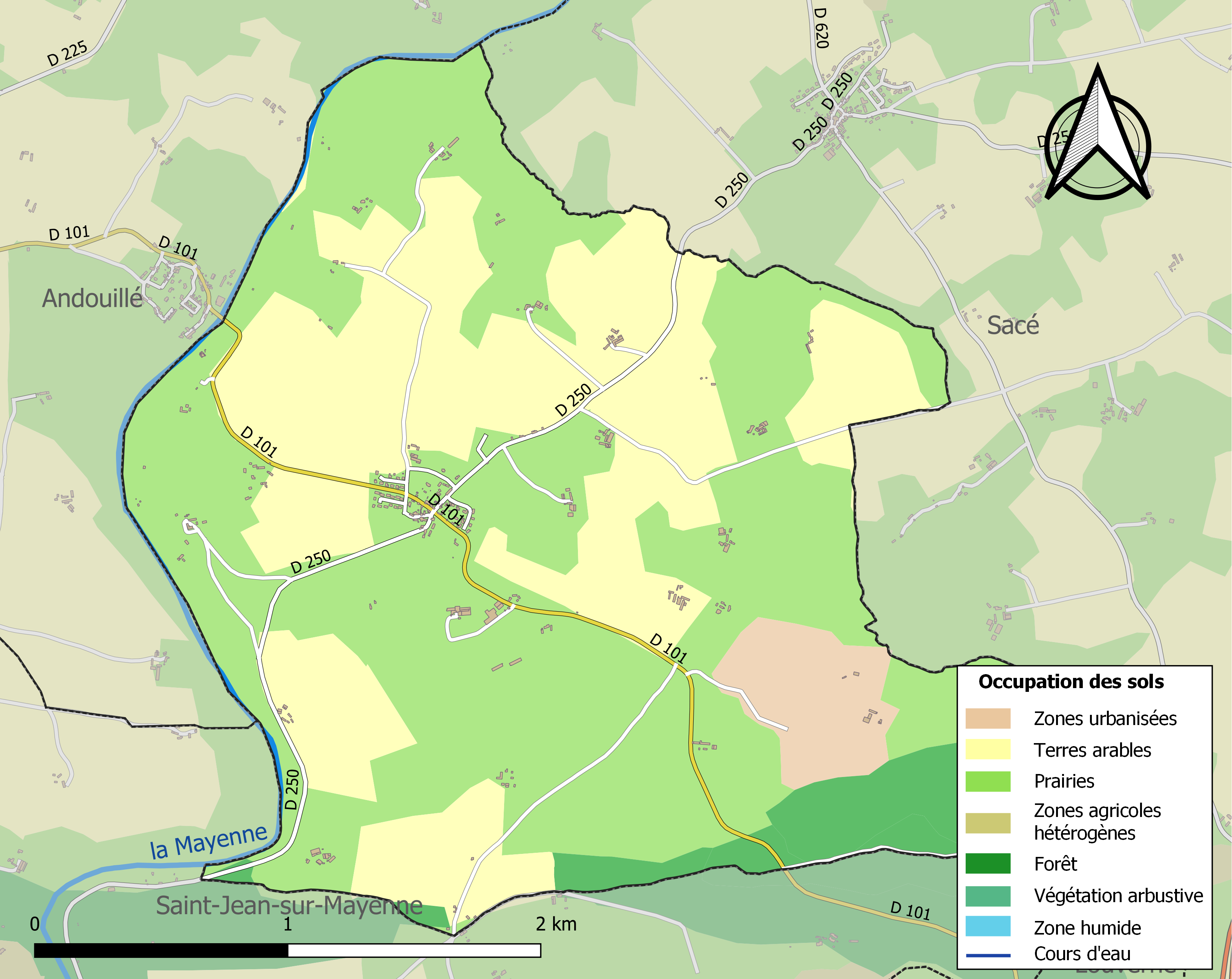
Carte des infrastructures et de l'occupation des sols de la commune en 2018 (CLC).

## Histoire
Le village de Montflours était desservi par la ligne de chemin de fer départemental reliant Laval à Landivy. Cette ligne fut ouverte le 18 décembre 1901 et son déclassement fut décidé par le conseil général le 11 mai 1938. En 1902, la gare de Montflours avait accueilli 6 272 voyageurs.

## Politique et administration
| Période    | Période   | Identité          | Étiquette | Qualité            |
| ---------- | --------- | ----------------- | --------- | ------------------ |
| avant 1995 | ?         | Alain du Bourg    | DVD       |                    |
| 1995       | mars 2014 | Annick Ragaru     | SE        | Agricultrice       |
| mars 2014  | mai 2020  | Christophe Carrel | SE        | Sculpteur          |
| mai 2020   | En cours  | André Delefosse   | SE-DVG    | Travailleur social |

Le conseil municipal est composé de onze membres dont le maire et deux adjoints.
La commune est celle qui vote le plus écologiste du département, mettant systématiquement en tête Europe Écologie Les Verts lors des scrutins de liste, avec des résultats surprenants dans un paysage global très centriste. Ainsi lors des européennes les verts ont obtenu 26,5 % en 2009 et 27,71 % en 2014 (alors que le parti baissait largement au national). Cela est plus marqué encore lors des régionales, EELV obtenant 41,11 % en 2010 et 36,17 % en 2015.
À l'issue de l'élection présidentielle de 2017, le candidat de la France Insoumise, Jean-Luc Mélenchon, est arrivé en tête du premier tour dans la commune avec 27,03% des suffrages exprimés (40 voix); Montmorency-Beaufort étant d'ailleurs la seule commune de Mayenne qu'il remporta bien qu'il ait réalisé de meilleurs résultats à La Boissière (29,73%) et à Saint-Pierre-sur-Erve (27,47%); deux communes perdues de peu face à François Fillon. Il devançait de 7 voix Emmanuel Macron (22,30%) et de 18 voix le candidat socialiste Benoît Hamon (14,86%) qui réalise à Montflours son meilleur résultat dans le département.
Le second tour s'est quant à lui soldé par la victoire par la victoire d'Emmanuel Macron (90 voix, soit 79,65% des suffrages exprimés, contre 23 voix et 20,35% des suffrages exprimés pour Marine Le Pen).

## Population et société

### Démographie
L'évolution du nombre d'habitants est connue à travers les recensements de la population effectués dans la commune depuis 1793. Pour les communes de moins de 10 000 habitants, une enquête de recensement portant sur toute la population est réalisée tous les cinq ans, les populations de référence des années intermédiaires étant quant à elles estimées par interpolation ou extrapolation. Pour la commune, le premier recensement exhaustif entrant dans le cadre du nouveau dispositif a été réalisé en 2008.
En 2022, la commune comptait 250 habitants, en évolution de −1,96 % par rapport à 2016 (Mayenne : −0,73 %, France hors Mayotte : +2,11 %).
Montflours a compté jusqu'à 573 habitants en 1856. Elle est la commune la moins peuplée du canton d'Argentré.
| 1793 | 1800 | 1806 | 1821 | 1831 | 1836 | 1841 | 1846 | 1851 |
| ---- | ---- | ---- | ---- | ---- | ---- | ---- | ---- | ---- |
| 459  | 413  | 494  | 511  | 543  | 531  | 483  | 552  | 556  |

| 1856 | 1861 | 1866 | 1872 | 1876 | 1881 | 1886 | 1891 | 1896 |
| ---- | ---- | ---- | ---- | ---- | ---- | ---- | ---- | ---- |
| 573  | 507  | 520  | 505  | 502  | 415  | 406  | 429  | 343  |

| 1901 | 1906 | 1911 | 1921 | 1926 | 1931 | 1936 | 1946 | 1954 |
| ---- | ---- | ---- | ---- | ---- | ---- | ---- | ---- | ---- |
| 317  | 326  | 324  | 257  | 268  | 255  | 263  | 243  | 234  |

| 1962 | 1968 | 1975 | 1982 | 1990 | 1999 | 2006 | 2008 | 2013 |
| ---- | ---- | ---- | ---- | ---- | ---- | ---- | ---- | ---- |
| 235  | 201  | 164  | 198  | 185  | 204  | 226  | 232  | 252  |

| 2018 | 2022 | - | - | - | - | - | - | - |
| ---- | ---- | - | - | - | - | - | - | - |
| 251  | 250  | - | - | - | - | - | - | - |

## Culture locale et patrimoine

### Lieux et monuments
- Église Saint-Martin du XIXe siècle.

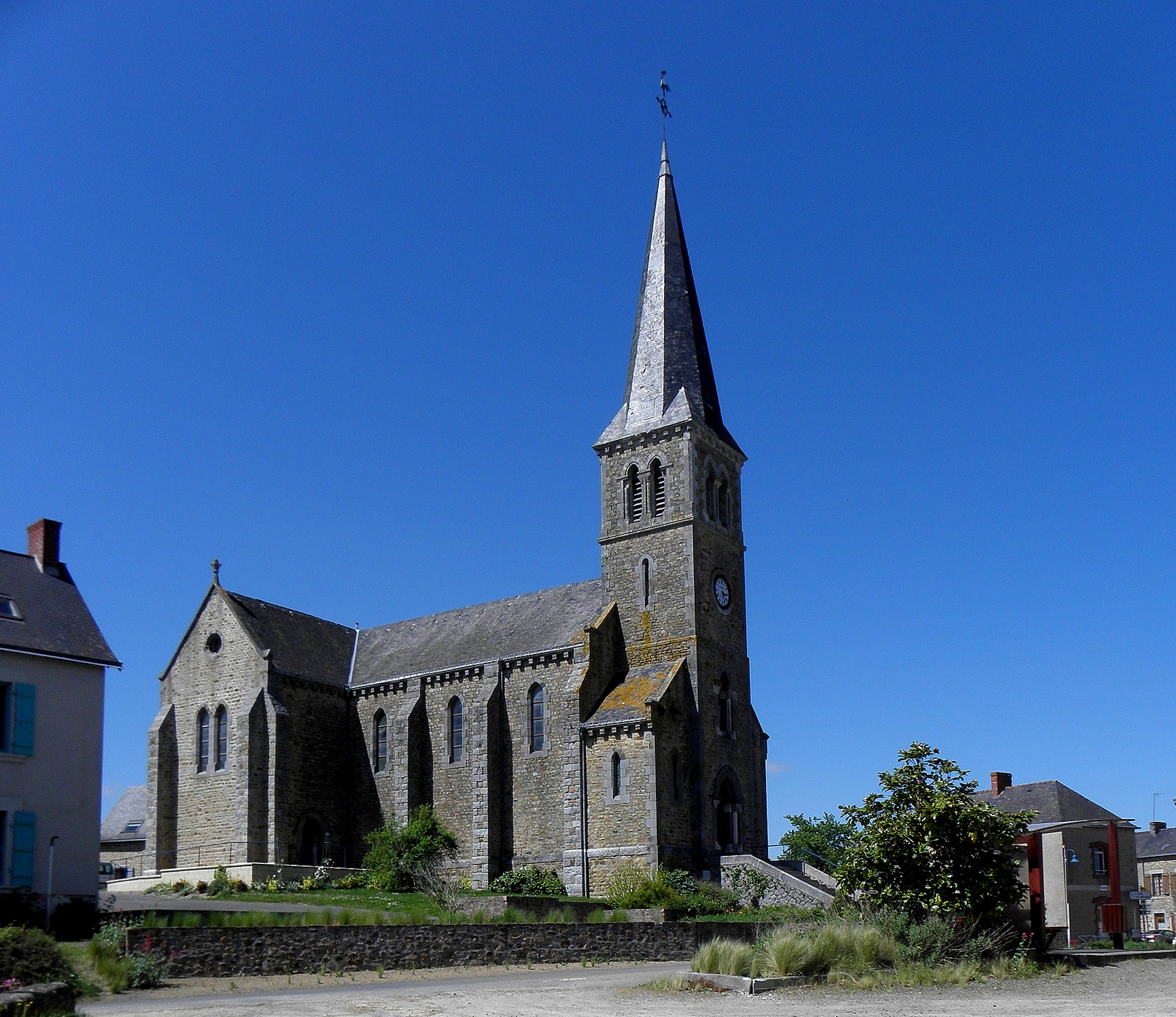
L'église paroissiale Saint-Martin.

- Château de la Motte-Serrant du XIXe.
- Écluses du Moulin Oger, de la Fourmondière et de la Richardière, sur la Mayenne.

#### L'Âme dans les arts
Un village L'Ame est cité dans le poème d’Aragon, Le Conscrit des cent villages, écrit comme acte de Résistance intellectuelle de manière clandestine au printemps 1943, pendant la Seconde Guerre mondiale.
Seul le Géoportail de l'IGN fournit une référence à ce lieudit qui est présenté comme un hameau à cheval sur les communes d'Andouillé, de Montflours et de Saint-Jean-sur-Mayenne.

### Héraldique
| Blason de Montflours | Blason  | D’azur, à un chevron d’argent, accompagné de trois quintefeuilles d’or, percées du champ ; au chef d’argent, chargé de trois fleurdelys d’azur |
| Blason de Montflours | Détails | L’azur indique la présence de la Mayenne et du ruisseau de l’Ouvrouier. Le chevron et les trois quintefeuilles traduisent le nom du village. Le chef reprend en partie les armes de la famille du Bellay, seigneur de Montflours. La reprise intégrale du blason de seigneur étant interdite pour les municipalités, il suffit d’en emprunter un ou plusieurs éléments. Les ornements sont deux gerbes de blé d’or, mises en sautoir par la pointe et liées d’azur afin d’honorer l’activité agricole de la commune. Le listel d'argent porte le nom de la commune en lettres majuscules de sable. La couronne de tours dit que l’écu est celui d’une commune ; elle n’a rien à voir avec des fortifications. Le statut officiel du blason reste à déterminer. |